# پالنسوئلا
پالنسوئلا (به اسپانیایی: Palenzuela) یک شهرستان در اسپانیا است که در استان پالنسیا واقع شده‌است.

## خصوصیات
پالنسوئلا ۷۵ کیلومترمربع مساحت و ۲۷۸ نفر جمعیت دارد.